# Dani Alves
Daniel Alves da Silva (Juazeiro, 6. svibnja 1983.), poznatiji kao Dani Alves, bivši je brazilski nogometaš koji je igrao na poziciji desnog beka.  
Alves je proveo šest godina uspješno u Sevilli i osvojio dva kupa, Kup UEFA i Copa del Rey. Kad se pridružio Barceloni za 32,5 milijuna eura plus dodatke od 6 milijuna eura, postao je najskuplji branič u povijesti. Barcelonu je napustio 2016. godine. U lipnju 2016. potpisao je ugovor na 2+1 godinu s Juventusom. Brazilac je krajem lipnja 2017. raskinuo ugovor sa Starom damom. U svojoj jedinoj sezoni u Juventusu je bio standardni prvotimac i osvojio je talijansko prvenstvo i kup te izborio finale Lige prvaka. U ljeto 2019. godine je najtrofejniji nogometaš u povijesti potpisao sa São Paulom.

## Vanjske poveznice
- Profil, Soccerway
- Profil, Transfermarkt